# Zorro (gebouw)
Zorro is een gebouw in Amsterdam Nieuw-West.
De torenflat ook wel Ecutoren genoemd, is in de periode 1995 tot 1999 gebouwd naar een ontwerp van Tangram Architecten (Bart Mispelblom Beyer en Charlotte ten Dijke). Het Ecuplein waar ze haar naam aan ontleend is een open ruimte in de wijk Middelveldsche Akerpolder. Die open ruimte wordt naar het noorden afgesloten met een 54 meter hoge torenflat met achttien verdiepingen aan woningen. Het geheel is gebouwd op een parkeergarage die zowel onder als half onder en boven het maaiveld is geplaatst, een soort sokkel. In het gebouw bevindt zich tevens een waterkrachtcentrale.
Het architectenbureau noemde het gebouw Zorro. Zij zagen een overeenkomst in rechte rug en zwierige mantel. De rechte rug vormt de noordelijke wand, rechthoekig ingedeeld met een bakstenen ruggensteun. De zwierige mantel wordt gevormd door de raampartijen die in een opgaande spiraal van onder naar boven verspringen. Deze toepassing verhult de scheiding tussen verdiepingen, die bij talloze andere flats duidelijk zichtbaar is. Gezien het uiterlijk noemen de architecten het zelf een sculptuur.
Tangram ontwierp in dezelfde tijd ook de waterwoningen aan de Schillingdijk eveneens in de Akerpolder. 